# Real Zaragoza 1992-1993
Questa voce raccoglie le informazioni riguardanti il Real Saragozza nelle competizioni ufficiali della stagione 1992-1993

## Rosa
| N. |                     | Ruolo | Calciatore                     |
| -- | ------------------- | ----- | ------------------------------ |
|    | Spagna (bandiera)   | P     | Andoni Cedrún                  |
|    | Spagna (bandiera)   | P     | Francisco Javier Sánchez Broto |
|    | Spagna (bandiera)   | P     | José Ramón Bermell             |
|    | Spagna (bandiera)   | D     | Esteban Gutiérrez              |
|    | Spagna (bandiera)   | D     | Alberto Belsué                 |
|    | Spagna (bandiera)   | D     | Jesús Ángel Solana             |
|    | Spagna (bandiera)   | D     | Xavier Aguado                  |
|    | Spagna (bandiera)   | D     | Sergi López Segú               |
|    | Germania (bandiera) | D     | Andreas Brehme                 |
|    | Spagna (bandiera)   | D     | Narcís Julià                   |
|    | Spagna (bandiera)   | D     | Luis Carlos Cuartero           |
|    | Spagna (bandiera)   | C     | Santiago Aragón                |

| N. |                      | Ruolo | Calciatore           |
| -- | -------------------- | ----- | -------------------- |
|    | Uruguay (bandiera)   | C     | Gustavo Poyet        |
|    | Spagna (bandiera)    | C     | Jesús García Sanjuán |
|    | Spagna (bandiera)    | C     | Nayim                |
|    | Argentina (bandiera) | C     | Darío Franco         |
|    | Romania (bandiera)   | C     | Dorin Mateuț         |
|    | Spagna (bandiera)    | C     | José Aurelio Gay     |
|    | Spagna (bandiera)    | C     | Iñigo Lizarralde     |
|    | Spagna (bandiera)    | A     | Francisco Higuera    |
|    | Spagna (bandiera)    | A     | Manuel Peña          |
|    | Spagna (bandiera)    | A     | Miguel Pardeza       |
|    | Spagna (bandiera)    | A     | Moisés García        |
|    | Spagna (bandiera)    | A     | Jesús Seba           |